# Релігія в Південній Кореї
Основні релігії в Південній Кореї — традиційний буддизм і християнство, які відносно нещодавно з'явились на території країни. Конфуціанство, що було офіційною релігією під час правління династії Чосон протягом 500 років, а також шаманізм, який був основною релігією народу Кореї, сильно вплинули на сучасні релігійні течії.
Згідно зі статистикою, зібраною південнокорейським урядом у 2003 році, приблизно 46% жителів країни не є послідовниками якоїсь релігії. Християни становлять 29,3% населення, а буддисти — 22,8%.
Прихильники інших релігій становлять близько 2,5 % релігійного населення. В основному це послідовники школи Вонбульгьо (Вон-буддизм), і школи Чхондоге, що поєднує елементи даосизму, конфуціанства і християнства. Хоча конфуціанство сповідує невелика кількість вірян, проте у повсякденному житті корейців досі простежуються риси його впливу.

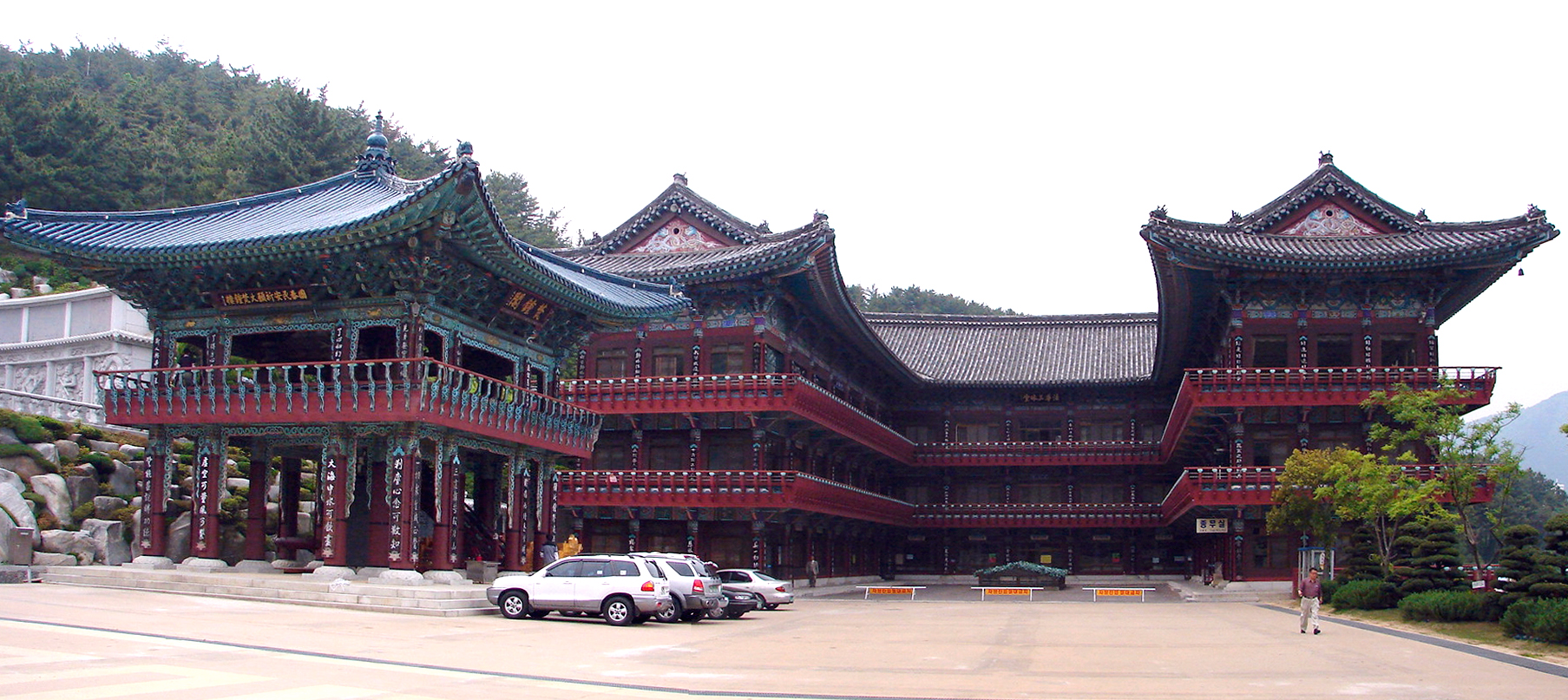
Буддистський храм у місті Пусан

## Буддизм
Позиції буддизму є сильнішими в більш консервативних східних районах країни, таких як Йоннам і Канвон. Кількість віруючого населення на цих територіях складає більше половини усього релігійного населення Південної Кореї. Існує велика кількість різних шкіл корейського буддизму, включаючи школу Сон. Однак, велика частина буддистських храмів Кореї є частиною чернечого ордену Чогьо. Багато послідовників буддизму поєднують буддистські вірування з шаманізмом.
Домінуюча релігійна течія буддизму в Південній Кореї — орден Чогьо, тісно пов'язаний зі школою Сон. Велика частина найдревніших та найвідоміших храмів, таких як Пульгукса і Помоса, належать цьому ордену. Його штаб-квартира знаходиться в Сеулі, в храмі Чогеса.

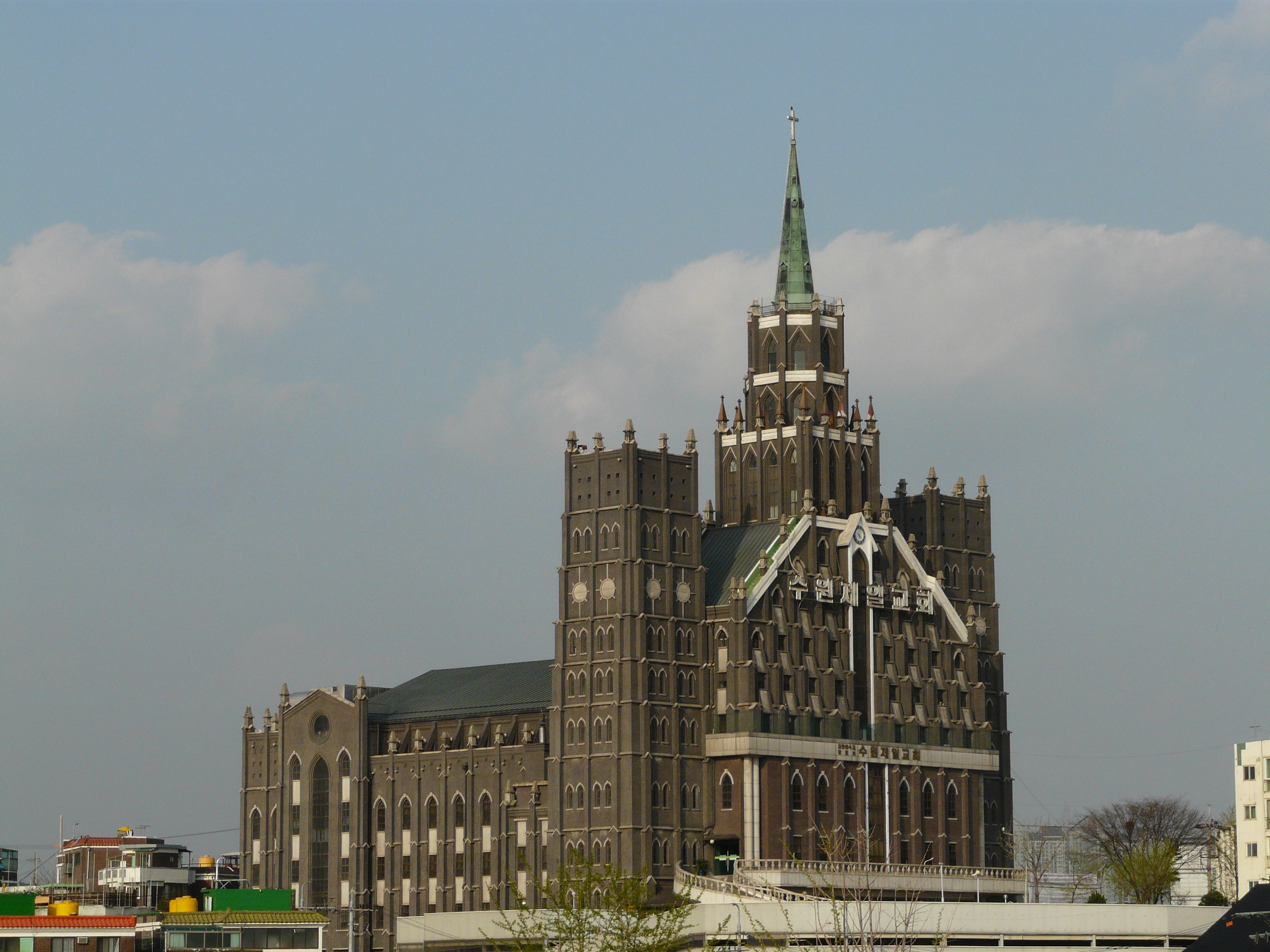
Пресвітеріанська церква в Сувоні, провінція Кьонгі

## Християнство
Християнство, яке ще в кінці XVIII століття практично було відсутнє в Кореї, набрало чинності дуже швидко в 1970-х і 1980-х роках, і, попри його повільне зростання в 1990-х, обігнало буддизм за кількістю послідовників. Протестантські церкви, включно з пресвітеріанством, п'ятдесятниками (в тому числі з Асамблеї Бога) і методистами становлять 18,3% всього населення, а послідовників католицизму— 10,9%. Позиції християнства є особливо сильними на заході країни, в Сеулі, Кьонгідо і регіоні Хонам. У Сеулі знаходиться найвідвідуваніша у світі церква — церква Повного Євангелія на Еийдо, членами та відвідувачами якої є понад 20 тисяч вірян на тиждень. 

### Православ'я
Православні місіонери приїхали в Корею з Росії в 1900 р. У 1903 р. була заснована перша східна православна церква в Кореї. Однак російсько-японська війна 1904 року та російська революція 1917 року перервали діяльність місії. Після того, як армія Північної Кореї викрала єдиного на той час православного священика Кореї, о. Алексі Кім, на початку Корейської війни в 1950 році і після того, як будівля церкви Святого Миколая була зруйнована в результаті бомбардування Сеула 1951 року, невелика паства православних вірних опинилася під загрозою знищення. У 1955 році православні вірні Кореї написали листа до Священного Синоду Вселенського Патріархату з проханням перейти під духовну опіку та юрисдикцію Вселенського Патріархату. Їх прохання було задоволено, і розвиток і зростання Церкви в Кореї почали прискорюватися. Сьогодні приблизно 5000 православних вірян Кореї залишаються під контролем Вселенського Константинопольського Патріархату, чий Священний Синод підняв процвітаючу Церкву в Кореї у 2004 році до статусу митрополії.

### Церква Ісуса Христа Святих останніх днів
Також у Сеулі є храм Церкви Ісуса Христа Святих останніх днів.

### Інші конфесії
Церква об'єднання, заснована в Сеулі у 1954 році Мун Сон Мьоном, є однією з найхаризматичніших сучасних синкретичних течій. Хоча більшість її послідовників живе в інших країнах, вона досі впливає на життя Південної Кореї, оскільки їй належать багато компаній, такі як національна теле- та радіомережа PBC. Ця церква витрачає великі кошти та зусилля, спрямовані на прискорення процесу об'єднання Кореї.
Світове місійне товариство Церкви Бога— інші нові корейські релігійні течії, що виникли в християнстві.

## Шаманізм
На відміну від інших релігій Південної Кореї, шаманізм не має чітко визначеного часу свого заснування. Згодом він став тісно пов'язаний з корейським буддизмом. Більшість тих, хто сповідує шаманізм, також вважають себе буддистами, однак не всі буддисти є послідовниками шаманізму.
Хоча шаманізм втрачає популярність в Кореї, багато з шаманських обрядів проводяться досі. Найбільша асоціація шаманів в Південній Кореї налічує понад 100 тисяч членів. Крім Чеджудо практично всі, хто виконує шаманські обряди, є жінками. Шаманські ритуали (кор. Кути) відрізняються від регіону до регіону.

## Конфуціанство
Лише 0,7 % жителів Південної Кореї вважає себе «конфуціанцями». Однак вплив конфуціанства на інші релігії в країні, а також на культуру Кореї є дуже великим.
Конфуціанські ритуали проводяться корейцями дотепер. Найвідомішими з них є — щорічні обряди, які відбуваються на усипальниці Конфуція в Сеулі. Інші ритуали, такі як шанування засновників кланів, проводяться на їх усипальницях, розкиданих по всій країні.

## Іслам
Появу ісламу на території сучасної Кореї пов'язують з іменами турецьких імамів — Абдуррахмана, Абдульгафура Караісмаілоглу і Зубейра Коча, які брали участь у складі турецької армії від місії ООН у Корейській війні 1950-53 років. Наметові мечеті спочатку призначалися для турецьких солдатів, але вони стали одночасно і просвітницькими релігійними центрами для корейців. Завдяки гуманітарній місії, турки залишили дуже гарне враження серед місцевого населення. Після закінчення війни в Кореї сформувалася нечисленна, але активна умма, і у вересні 1955 року тут з'явилося Корейське ісламське суспільство для подальшого навчання і поширення релігії. Після відвідування мечетей в військових таборах, корейці приймали Іслам великими групами: після вражаючої лекції імама Караісмаілоглу відразу 57 корейців засвідчили свою віру, а рік по тому, при відкритті тимчасової мечеті у військовому таборі Сеула, 58 осіб виголосили шахаду. До середини 1957 роки кількість мусульман-корейців зросла вже до 208 осіб.
У 1967 р була офіційно зареєстрована Корейська Ісламська Організація, яка стала представляти інтереси мусульман країни. Щоб зрозуміти завзятість корейських мусульман в справі поширення релігії, досить ознайомитися з принципами давата, затвердженими Корейської Ісламської Організацією. Так, кожен вірянин щомісяця повинен був привести з собою трьох людей на намаз, активно відвідувати вдома друзів-немусульман, займатися поширенням інформації про Іслам і вивчати арабську мову. Мусульманське співтовариство Кореї налагоджувало контакти з братами по вірі в Малайзії та Пакистані; останні намагалися допомагати в освітньому і матеріальному аспектах. Подальше поширення Ісламу в країні отримало новий поштовх у зв'язку з розвитком корейсько-арабських відносин, коли в 1970-х роках корейські будівельні фірми почали працювати на Близькому Сході. Понад мільйон робочих поїхали на заробітки в арабські країни, багато з них прийняли Іслам і, повернувшись на батьківщину, поповнили ряди корінних мусульман. Вінцем співпраці стало будівництво довгоочікуваної мечеті в Сеулі в 1976-му, а два роки потому перша група корейських мусульман чисельністю в 132 людини зробила хадж до Мекки.
Тут працюють вихідці з Пакистану, Бангладеш, Індонезії та Малайзії.

## Індуїзм
Ортодоксальний індуїзм сповідується невеликою індуїстською громадою. Це вихідці з Індії, Непалу, Шрі-Ланки та Балі. Також поширений вайшнавізм, зокрема ISKCON.
Індуїстські храми в Кореї включають Шрі Радха Шьямасундар Мандір в центрі Сеула, Храм Шрі Лакшмі Нараянан в столичному Сеулі та храм Шрі Раджа Крішни в Уіджонбу, що за 20 км від Сеу.

## Юдаїзм
Єврейська присутність в Південній Кореї посилилася після початку Корейської війни в 1950 році, коли в країну прибуло багато солдатів-євреїв, а також капелан Хаїм Потік. Сьогодні єврейська спільнота в Кореї досить невелика і обмежена районом Сеула і передмістям столиці. Корейців-юдеїв також дуже мало.